# 64974 Savaria
64974 Savaria este un asteroid din centura principală de asteroizi.

## Descriere
64974 Savaria este un asteroid din centura principală de asteroizi. A fost descoperit pe 11 ianuarie 2002 la Piszkesteto de Krisztián Sárneczky și Zsuzsanna Heiner. Asteroidul prezintă o orbită caracterizată de o semiaxă mare de 3,22 ua, o excentricitate de 0,12 și o înclinație de 2,1° în raport cu ecliptica.